# Trafic d'or sous les T'ang
Trafic d'or sous les T'ang (The Chinese Gold Murders) est un roman policier de Robert van Gulik, publié en 1959.
Il s'agit du premier volume des enquêtes du Juge Ti selon l'ordre chronologique des aventures et du troisième roman dans l'ordre de publication. 

## Résumé
Nous sommes en 663, dans la Chine des empereurs T'ang. Las du train-train quotidien des fonctionnaires impériaux de Chang'an, le secrétaire Ti Jen-Tsie a demandé - et obtenu - le poste de magistrat de la ville (fictive) de Peng-lai, un port de la côte orientale. Un choix qui ne manque pas de surprendre ses amis : non seulement Peng-lai a la réputation d'être un endroit hanté, mais de plus, le juge Ti va succéder à une personne décédée de mort violente, le précédent magistrat Wang Té-houa ayant été empoisonné dans sa bibliothèque dans des circonstances pour le moins mystérieuses, puisque personne n'est capable de dire comment l'assassin s'y est pris pour introduire le poison dans sa théière...
Pour son premier poste, la tâche principale du Juge Ti sera d'élucider le meurtre de son prédécesseur. Mais il devra également s'occuper d'autres affaires, non moins urgentes, comme les disparitions soudaines du premier commis du tribunal et de l'épouse d'un riche armateur de la ville. Et pour couronner le tout, le surnaturel s'en mêle : le fantôme du magistrat défunt hante le Yamen, et une rumeur signale la présence d'un légendaire homme-tigre dans la région... Le besoin d'action du magistrat va être plus que satisfait...

## Personnages
Membres du Tribunal
- Ti Jen-tsie, le magistrat du district de Peng-lai.
- Hong Liang, le sergent du tribunal
- Ma Jong et Tsiao Taï, les lieutenants du Juge Ti.
- Tang, le premier scribe du tribunal
- Fan Tchong, premier commis du tribunal

Principales personnalités du district
- Yi Pen, armateur
- Kou Meng-Pin, armateur, principal concurrent de Yi Pen
- Madame Kou, sa femme, fille du docteur Tsao
- Tsao Ho-sien, docteur en philosophie
- Hai-Yue, père abbé du temple du Nuage Blanc
- Houei-Pen, prieur de ce même temple

Autres personnages
- Po Kai, principal employé de l'armateur Yi Pen
- Kim Sang, employé de l'armateur Kou Meng-Pin
- Yu Sou, prostituée coréenne
- Wou, domestique de Fan-Tchong
- Pei Tsiou, fermier
- Pei Sou-Niang, sa fille
- Ah Kouang, vagabond

## Commentaires
Les trois premiers romans écrits par Robert van Gulik (Le Mystère du Labyrinthe, Le Squelette sous cloche et Meurtre sur un bateau-de-fleurs) commençaient par une courte scène d'introduction d'un personnage de l'époque Ming. Trafic d'or sous les T'ang est le premier roman où l'auteur renonce à ce procédé.
À noter, la première rencontre du Juge Ti avec Ma Jong et Tsiao Taï, deux "Chevaliers des Vertes Forêts" qui, séduits par la personnalité du magistrat, deviendront ses lieutenants et l'accompagneront dans la quasi-totalité de ses futures enquêtes.